# 이하라 야스히데
이하라 야스히데(일본어: 井原 康秀, 1973년 3월 8일 ~ )는 일본의 전 축구 선수이다.

## 구단 경력
과거 교토 퍼플 상가, 사간 도스, 쇼난 벨마레에서 활동하였다.